# Anna Neville
Anna Neville (ur. 11 czerwca 1456 w Warwickshire, zm. 16 marca 1485 w Westminsterze) – angielska arystokratka, młodsza córka „Twórcy Królów” Ryszarda Neville’a, hrabiego Warwick i Anny de Beauchamp, księżna Walii w latach 1470-1471 jako żona Edwarda Westminstera, księżna Gloucester w latach 1472–1483 i królowa Anglii od 1483 jako żona Ryszarda III.

## Wczesne lata
Anna Neville przyszła na świat na zamku Warwick w Warwickshire, jako córka Ryszarda Neville’a i Anny de Beauchamp. Miała starszą siostrę Izabelę, późniejszą żonę Jerzego księcia Clearance.
Większość dzieciństwa spędziła na północy od Londynu w Middleham. Wychowywała się tam z synami Ryszarda Plantageneta, Ryszardem księciem Gloucester i Jerzym księciem Clearance. Od najmłodszych lat przygotowywana była do życia na dworze poprzez solidną edukację i etykietę.
Jej ojciec, hrabia Warwick był jednym z najbardziej wpływowych ludzi w Anglii w czasach Wojny Dwóch Róż. Przypieczętowała to bitwa stoczona pod Towton w 1461 roku, gdzie doszło do rozgromienia sił Lancasterów, strącenia z tronu Henryka VI i tym samym osadzenia na nim Edwarda Yorka, przyszłego króla Edwarda IV.
Niedługo po tym ich relacje uległy zmianie, gdy król sprzeciwił się zaproponowanemu przez Warwicka małżeństwu z Boną Sabaudzką. Odrzucił propozycję hrabiego jednocześnie informując, że za żonę pojął wdowę po stronniku Lancasterów Janie Greyu, Elżbietę Woodville. Król zaczął faworyzować liczną rodzinę swej żony, co zaostrzyło konflikt pomiędzy nimi. „Twórca królów” pomagając zdobyć koronę Edwardowi liczył, na to że będzie mógł kierować jego działaniami, jednak tak się nie stało. Zwrócił się więc w stronę młodszego brata króla, Jerzego księcia Clarence. W celu mocniejszego zawiązania ich sojuszu w lipcu 1469 roku doprowadził do małżeństwa z jego najstarszą córką Izabelą. Do pierwszych aktów buntu doszło już tego samego roku. Okazał się on jednak niepowodzeniem, a także spotkał się ze sprzeciwem ze strony parlamentu. W obecnej sytuacji hrabia Warwick zmuszony zostaje do opuszczenia Anglii w 1470 roku i postanawia udać się do Francji. Stłamszony obrotem spraw zmienia barwy i dołącza do Małgorzaty Andegaweńskiej, żony Henryka VI. Obiecuje jej zdetronizowanie Edwarda IV i oddanie korony jej mężowi. Chcąc przypieczętować układ, Anna Neville zostaje zaręczona z jej synem Edwardem Westminsterem. Już w 13 grudnia 1470 roku dochodzi do ceremonii zaślubin w Angers, a Annie nadany zostaje tytuł księżnej Walii. Zgodnie z obietnicą jej ojca doprowadza do powrotu na tron poprzedniego króla Henryka VI z dynastii Lancasterów. Młody Edward IV York zjednoczony wraz z bratem Jerzym, któremu wybaczył zdradę, a także bratem Ryszardem wychodzi naprzeciw Lancasterom. Do decydującej walki dochodzi 14 kwietnia 1471 roku pod Barnet, gdzie na polu bitwy ginie ojciec Anny. Niedługo po tym wydarzeniu 4 maja 1471 roku pod Tewkesbury dochodzi do kolejnego starcia pomiędzy Yorkami a Lancasterami. Szala zwycięstwa przechyla się na stronę Yorków, którzy doprowadzają do śmierci Edwarda Westminstera, uwięzienia Małgorzaty Andegaweńskiej, a także Anny Neville. Córka „Twórcy Królów” jako wdowa była idealną kandydatką na żonę dla jednego z królewskich braci, ze względu na bogactwa, jakie wniosłaby w posagu. Dodatkowo jej ojciec miał wielu zwolenników, którzy byli mu dozgonnie oddani, co również było atutem młodej Anny.

## Małżeństwo Anny Neville zRyszardem księciem Gloucester

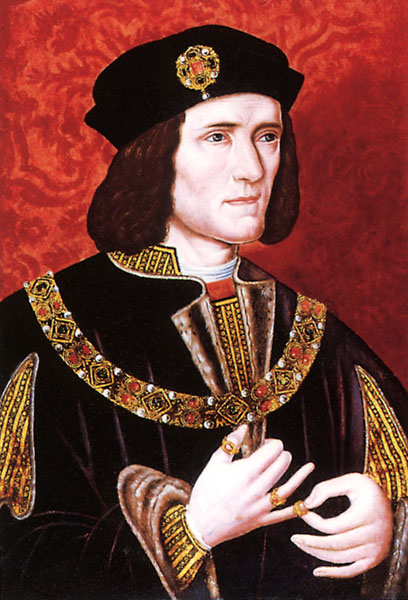
Ryszard III York

12 lipca 1472 roku w Westminsterze doszło do zawarcia małżeństwa Anny Neville i Ryszarda księcia Gloucester. Krótko po tym Ryszard został Namiestnikiem Północy, co niewątpliwie miało związek z dużą sympatią tamtejszej szlachty do rodziny Warwicków. Rok po ślubie Anna dała Ryszardowi upragnionego syna Edwarda, który przyszedł na świat w grudniu 1473 w Middleham. Był chłopcem wątłej budowy, podobnie jak jego ojciec, który cierpiał na skoliozę, z tego tytułu rzadko opuszczał rodzinną posiadłość. Przez wiele lat po narodzinach pierwszego dziedzica Anna starała się urodzić kolejnego syna, jednak na próżno.
Nieoczekiwanie 9 kwietnia 1483 roku zmarł król Anglii Edward IV „wskutek obżarstwa, przepicia i nadmiernego folgowania sobie z kobietami”. Następnym królem został Edward V, jednak nie doczekał się on koronacji. Lordem protektorem został Ryszard, mąż Anny Neville. Niedługo po tym Ryszard zaczął rościć sobie prawo do tronu. 25 czerwca 1483 małżeństwo Edwarda IV i Elżbiety Woodville zostało uznane za nieważne (Edward miał być już żonaty z Eleonorą Butler przed zawarciem małżeństwa z Elżbietą Woodville, jednak domniemana pierwsza żona zmarła w 1468 r., dwa lata przed narodzinami Edwarda V), co automatycznie pozbawiało jego syna prawa do tronu. 13-letni Edward V na polecenie wuja wraz z młodszym o 3 lata bratem Ryszardem został osadzony w Tower. W lipcu 1483 roku widziano ich po raz ostatni podczas zabawy na dziedzińcu.

## Królowa Anglii

Król Ryszard III i królowa Anna Neville- zamek w Cardiff

Do koronacji Anny Neville i Ryszarda doszło 6 lipca 1483 roku w Opactwie Westminsterskim. Ich syn Edward otrzymał po ojcu tytuł księcia Walii, Kornwalii, hrabiego Chester i Salisbury. Młoda para królewska hojnie obdarowywała dwór ziemiami i złotem, mimo wszystko wielu z nich uważało Ryszarda III za uzurpatora. Panowali w wielkim strachu przed innymi pretendentami do tronu, których nie brakowało.
9 kwietnia 1484 r. zmarł ich syn Edward. Śmierć jedynego potomka i dziedzica korony całkowicie przybiła Annę, która pogrążyła się w głębokiej żałobie, a także podupadła na zdrowiu. Z czasem Ryszardowi III zaczęła ciążyć jałowość Anny, gdyż pozostawał królem bez prawowitego dziedzica. W tym czasie na dwór królewski przybyły najstarsze córki poprzedniego króla. Jedną z nich była osiemnastoletnia Elżbieta York. Uchodziła za najurodziwszą niewiastę w całej Anglii, a o jej wdziękach rozprawiano na całym kontynencie. Co więcej szlachta nadal darzyła ich rodzinę sympatią, ze względu na szacunek do Edwarda IV. Królowa oficjalnie traktowała bratanice swego męża z życzliwością, jednak obecność Elżbiety zaczęła budzić jej lęk. Po pewnym czasie zaczęły powstawać plotki, jakoby Ryszard III zalecał się do swej bratanicy. Do dziś nie wiadomo, na ile to była gra Ryszarda III, by zhańbić reputacje młodej bratanicy, zaręczonej już z Henrykiem Tudorem (ubiegającym się o tron), czy może jednak król rzeczywiście planował poślubić Elżbietę, ze względu na rzekomo łączące ich uczucie.

## Śmierć
Schorowana, upokorzona plotkami Anna całkowicie wyłączyła się z życia dworskiego. 28-letnia królowa zmarła 16 marca 1485 roku na skutek gruźlicy. Tego dnia miało miejsce zaćmienie słońca, co odebrano jako znak, że panowanie Ryszarda III niedługo dobiegnie końca. Pogrzeb odbył się 9 dni później. Została pochowana w nieoznakowanej krypcie w Opactwie Westminsterskim.
W czasach Tudorów zaczęto oczerniać króla Ryszarda III, posądzając go także o otrucie żony w celu poślubienia bratanicy.

## Anna w kulturze
- Philippa Gregory „Córka Twórcy Królów”
- Wiliam Szekspir „Ryszard III”
- „Biała królowa” (The White Queen) z 2013 w reż. Collina Teague'a. W roli Anny wystąpiła Faye Marsay
- „The Hollow Crown: The Wars of the Roses” z 2016. W roli Anny wystąpiła Pheobe Fox

- Julie May Ruddock, A Daughter of Warwick (2012)
- Paula Simonds Zabka, Anne of Warwick The Last Plantagenet Queen (2012)

- Sylvia Charlewwod, King Richard III & Anne Neville: their love story (2015)